# M'diq
M'diq (Arabisch: المضيق), ook gekend als Rincón, is een kleine snel groeiende kuststad in Noord-Marokko. De stad telde 20.997 bewoners bij de census van 1994, 36.596 inwoners bij de census van 2004 en had 56.227 inwoners in 2014. M'diq is onderdeel van de prefectuur M'diq-Fnideq in de regio Tanger-Tétouan-Al Hoceïma.
De badplaats Cabo Negro is sinds 2010 een onderdeel van de gemeente M'diq.
M'diq heeft sinds 2018 een Franse partnerstad, Frontignan.